# Empoasca smithi
Empoasca smithi är en insektsart som beskrevs av Fletcher och Donaldson 1992. Empoasca smithi ingår i släktet Empoasca och familjen dvärgstritar. Inga underarter finns listade i Catalogue of Life.